# Ctenocompa gongylopis
Ctenocompa gongylopis är en fjärilsart som beskrevs av Edward Meyrick 1925. Ctenocompa gongylopis ingår i släktet Ctenocompa och familjen säckspinnare. Inga underarter finns listade i Catalogue of Life.